# Bure (Nordostafrika)
Bure ist ein Gebiet um das Dorf Bure herum. Das Gebiet liegt an der Grenze zwischen Äthiopien und Eritrea, ungefähr 70 Kilometer südwestlich der Hafenstadt Assab (Eritrea). Eritrea betrachtete das Gebiet als Teil seiner Region Debubawi Kayih Bahri, Äthiopien zählt es zu seiner Zone Awsi Rasu in der Afar-Region. Durch das Gebiet führt die Awash-Assab-Landstraße, die als wichtige Handelsstraße gilt.

## Aktuelle Lage
Die Haager Grenzkommission kam 2002 zu dem Entschluss, dass Bure zu Äthiopien gehöre. Trotzdem blieb die Lage an der Grenze zwischen Äthiopien und Eritrea noch immer angespannt, weshalb in Bure Friedenstruppen der Vereinten Nationen stationiert wurden.
Weitere umstrittene Gebiete entlang der Grenze zwischen Eritrea und Äthiopien waren Tsorona und Zalambessa sowie bis Juni 2018 auch Badme. Am 9. Juli 2018 wurde ein Friedensvertrag zwischen den beiden Ländern geschlossen.